# ポール・ヴィレムサ
ポール・ヴィレムサ（Paul Willemse、1992年11月13日 - ）は、トップ14モンペリエ・エロー・ラグビーに所属するラグビーユニオン選手。

## プロフィール
- 南アフリカ共和国・プレトリア出身。
- ポジションはロック(LO)。
- 身長 201cm、体重 136kg
- U20南アフリカ代表に選ばれたことがある[1]。。
- フランス代表キャップは20（2022年2月現在）。
- 2018年11月30日にフランス国籍を取得[2]。

## 略歴
ゴールデン・ライオンズ、ライオンズ、ブルー・ブルズ、ブルズ、FCグルノーブルを経て、2015年、モンペリエに加入。 